# Estación Defferrari
Defferrari es una estación ferroviaria, ubicada en el Partido de San Cayetano, en la Provincia de Buenos Aires, Argentina.

## Servicios
Fue una importante estación del Ferrocarril del Sud, como punto de conexión de ramales provenientes de Tres Arroyos, Tandil, Necochea y Coronel Dorrego. Clasificada como de primera clase, operaba en tráfico de pasajeros, encomiendas, cargas y hacienda y prestaba servicio telegráfico. Con la nacionalización de los ferrocarriles en 1946, pasó a formar parte de la red del Ferrocarril General Roca. En sus inmediaciones se construyeron 30 casas para el personal ferroviario y sus familias, una casa para personal soltero o transitorio, y galpones para depósito y servicio de locomotoras. En la década de 1950 llegó a contar con 120 trabajadores.
Ya no presta servicios, y las antiguas instalaciones se encontraban en 2008 en muy mal estado de conservación.
El ramal desde Lobería hasta Barrow se encuentra concesionado a la empresa de cargas Ferrosur Roca.